# 維利加也詩納股份
維利加也詩納股份有限公司，簡稱維利加也詩納股份及維利加也詩納（英語：Velikaya Stena JSC，KASE: VSTN），屬於哈薩克斯坦房地產開發商，於1994年成立。
除此之外，也是房地產信託基金之一，同時在哈薩克斯坦證券交易所上市。

## 連結
- resmi.kz/index.php?lang=eng （页面存档备份，存于）